# 金亨稷
金 亨稷（きん・こうしゃく、キム・ヒョンジク、김형직、1894年7月10日 - 1926年6月5日）は、北朝鮮国家主席の金日成の父。北朝鮮国防委員長の金正日の祖父。北朝鮮第3代最高指導者・金正恩の曾祖父。号は順川。座右の銘は「志遠」。本貫は全州金氏。

## 生涯
- 朝鮮平安南道大同郡古平面南里で金輔鉉の長男として生まれる。母は李寶益。
- 父の金輔鉉は、平壌付近の地主李平沢家の墓守兼小作人であった。
- 1909年金亨稷が15歳の時、17歳の康盤石と結婚。
- 父の金輔鉉の代までは代々文盲だったが、亨稷は平壌の学校に通い、字の読み書きを覚え、東洋医学を独学し、鴨緑江の北岸に移住して「順川医院」という無資格の漢方薬医を営んだ（北朝鮮側の伝記では、「日本の帝国主義に反対して鴨緑江の北岸に移住した」とされている）。
- 北朝鮮側の伝記では、「順川医院」という漢方薬商は隠れみので、実際は「朝鮮国民会」という地下革命組織を設立し、独立運動を行い、社会主義の教育事業や普及啓発、同志糾合のための活動をした革命家であり、座右の銘の「志遠」なる思想に基づいて、その実現のための闘争を秘かに指導してきたとされる。
- 北朝鮮側の伝記では、「1917年3月23日、亨稷は朝鮮の共産主義者によって設立された新幹会傘下の朝鮮国民会議に入会して、武装ゲリラ（抗日パルチザン）を使用して独立運動をした。これは抗日地下革命組織的に我々の国の抗日民族解放闘争を民族自身の力によって進むことができる道を開拓してきた」と主張している。
- 北朝鮮側の伝記では、「1918年、輔鉉は日本帝国主義に対抗して、祖国光復会を設立したが、祖国光復会を設立する過程で、いわゆる『祖国光復会の10箇条の綱領』をこっそり発表し、身分差別をなくし、農民、賎民、労働者が協力して、日本帝国主義に対抗することを説いた」と主張し、また「平壌で抗日運動をした組員が日本に逮捕されると、ゲリラ戦を繰り広げた。1925年1月日本の警察に逮捕された。彼の逮捕の報に接し、金成柱（のちの金日成）は、「朝鮮独立を成し遂げるまでは、再度戻って来ることはないだろう」と悲壮な誓いを固めて万景台を去った」と主張している。
- その後、金成柱は金一星と変名して、満州に逃れ、抗日運動をしたという。のちに「一星〔イルソン、일성〕」（一つの星）では独立への希望の光が足りない、光を集めて太陽のようにならなければならないと言って「日成〔イルソン、일성〕」（日と成る）とさらに改名した」というエピソードも、金日成に対する神格化が始まったころに作られたとされる。
- 北朝鮮側の伝記では、「独立運動の統一と団結のために努力したが、日本の警察の拷問や重度の凍傷の後、過労、衰弱によって、1926年6月5日に死亡した」ことになっているが、「亨稷は、熱心なキリスト教徒であったが特段の政治的思想は持っていなかった」という証言（北朝鮮側は「政治的思想は持っていなかったようにカモフラージュしていた」と主張）や、「鴨緑江の北岸で「順川医院」という漢方薬商を営み、アヘンの密売などで一時は裕福だったが、それを妬んだ朝鮮人の共産主義者に、1926年6月5日殺害された。その後妻は中国人の警察隊隊長の妾になった」と、まったく食い違う証言も存在する。

## 北朝鮮の三・一独立運動に対する歴史解釈
- 柳寛順などが三・一独立運動の主要人物として評価されている大韓民国やその他の国々の歴史観とは異なり、北朝鮮では、「三・一独立運動は金日成の父・金亨稷を先頭に、平壌から展開された」と宣伝されている。また、「ジェネラル・シャーマン号事件の撃退に対して金日成の曾祖父金膺禹が主導した」と主張している。
- 北朝鮮では、1970年代後半までは、三・一独立運動について、「ロシアの10月革命の影響を受けて、数十万のソウル市民が反日闘争を開始して発生したもの」と記述してきた。しかし、1980年からは、「平壌にあった崇徳女子校で、数千人が参加した中で、学生の代表が独立宣言を朗読しながら、起動されたと主張した。北朝鮮の宣伝媒体は、「この日の平壌では、昼12時の鐘の音を合図に、金亨稷が自ら育成した愛国的な青年学生と人民を先頭に、10万人の群集が『朝鮮独立万歳』、『日本人と日本軍は立ち去れ』というスローガンを叫びながら、激しいデモを繰り広げた」と主張を変更している[2]。
- 北朝鮮の小学校と中学校では、「1917年に金亨稷先生が結成した『朝鮮国民会議』が三・一運動を主導した」と教えており、「柳寛順の抗日運動も、金亨稷が導いた結果」だと主張している。さらに「三・一運動当時、金日成が7歳の若さで、万景台から平壌城までのデモの隊列に率先して参加し、行進した」と述べている。
- 北朝鮮の教科書では、抗日の歴史とまったく関係のない、金日成の父・金亨稷や、祖父・金輔鉉などを抗日闘士の典型として記載し、金日成の家系を神格化し、金亨稷を『反日民族解放運動の共産主義運動に転換させた先駆者』と称賛している。

## 金亨稷の銅像の所在地
- 平壌直轄市江東郡烽火里（北朝鮮側の主張によると、金亨稷が「志遠」を説いた場所）
- 金亨稷師範大学
- 金亨稷人民病院
- 平安北道朔州郡
- 慈江道中江郡

## 金亨稷の名にちなんだもの
- 1988年、北朝鮮は、彼の名にちなんで咸鏡南道の厚昌郡を金亨稷郡に改名した。
- 平壌の金亨稷師範大学は、1975年に彼の名にちなんで命名された。
- 金亨稷軍医大学も、彼の名にちなんだ命名。

## 家族
- 養曾祖父：金松齢（1810年 - 1899年3月12日）
- 養曾祖母：羅氏（1811年 - 1897年1月23日）
- 祖父：金膺禹（1848年旧暦6月17日 - 1878年旧暦10月4日）
- 祖母：不詳
- 父：金輔鉉（1871年旧暦8月19日 - 1955年新暦9月2日）
- 母：李寶益（1876年旧暦5月31日 - 1959年新暦10月18日）
  - 弟：金亨禄
  - 弟：金亨權（1905年11月4日 - 1936年1月12日）
- 妻：康盤石（1892年旧暦4月11日 - 1932年新暦7月31日）
- 長男：金成柱（金日成）の諱「成柱〔ソンジュ、성주〕」は、成人して「国の柱に成って」欲しいという意味であると、北朝鮮側の伝記では主張しているが、これはこじつけであり、実際の出生時の諱は「聖柱〔ソンジュ、성주〕」と言い、母・康盤石が使徒「ペテロ（岩）」から命名されたように、「聖柱」はキリストを意識してつけられたものだが、のちにキリスト教色を抹消するために同音の「成柱」に変えたもので、「国の柱…」の逸話は後からつけられたものである。
- 長男前嫁：金正淑（1917年12月24日 - 1949年9月22日）
- 長男継妻：金聖愛（1928年 - ）
  - 孫（長男）：金正日（幼名：有羅）
  - 孫（二男）：金万一（幼名：修羅）
  - 孫（三男）：金成一
  - 孫（四男）：金平一
  - 孫（五男）：金英一
  - 孫（六男）：金清一
  - 孫（長女）：金敬姫（慶喜）
  - 孫（二女）：金敬珍（慶真）
  - 孫（三女）：金敬淑（京一）
- 二男：金哲柱（1916年6月12日 - 1935年6月14日）
- 三男：金英柱（1920年 - 2021年）（大日本帝国陸軍関東軍の通訳）
- 岳父：康敦煜（1871年 - 1943年）

## 関連文献
- チョソン労働党中央委員会党歴史研究所 編『不屈の反日革命闘士キム・ヒョンジク先生』外国文出版社、1972年。NDLJP:12262353。
- 『世紀とともに』 - 金日成主席の回顧録